# Balthasar Permoser

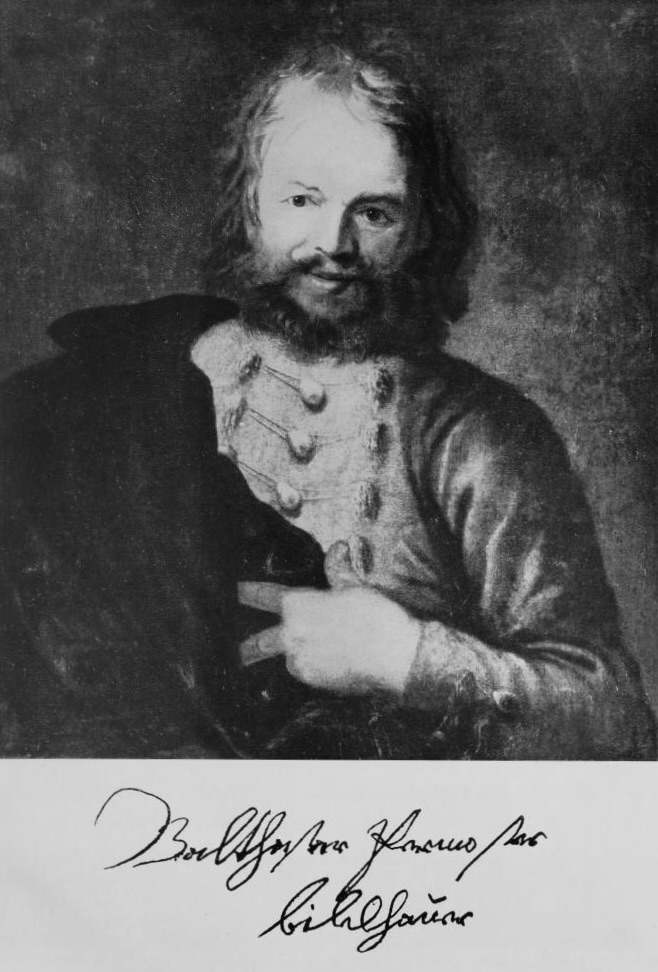
Balthasar Permoser, Gemälde von Adam Manyoki, 1715

Balthasar Permoser (* 13. August 1651 in Kammer bei Traunstein; † 20. Februar 1732 in Dresden) war der bedeutendste Bildhauer des sächsischen Barock. Zu seinen Hauptwerken gehören die Atlanten am Dresdner Zwinger (1711), der Mohr mit der Smaragdstufe im Dresdner Grünen Gewölbe (1712), die Apotheose des Prinzen Eugen von Savoyen im Wiener Schloss Belvedere (1721), die Kanzel in der Dresdner Katholischen Hofkirche (1722) und die Verdammnis im Leipziger Museum der bildenden Künste (1725).

## Leben
Balthasar Permosers Geburtsort Kammer, als Ortschaft heute Teil der oberbayerischen Stadt Traunstein, gehörte damals zur salzburgischen Pfarrei Otting. Sein Geburtshaus in der Moosstraße 2 in Kammer ist bis heute erhalten. An dem historischen Bauernhaus befindet sich eine kleine Gedenktafel: „Am 13. August 1651 wurde in diesem Hause der Bildhauer Balthasar Permoser geboren. Er war einer der berühmtesten Künstler seiner Zeit und ein treuer Sohn seiner Heimat.“
Permoser wurde in Salzburg zum Bildhauer ausgebildet und war Schüler von Wolf Weißenkirchner. 1670 ist er in Wien nachgewiesen. Permoser ging 1675 nach Italien, wo er erst wohl in Rom als Geselle arbeitete und dann in Florenz bei Giovanni Battista Foggini. Als Vorbilder gelten Giovanni Lorenzo Bernini und Pierre Puget. Seine kleineren Arbeiten wurden von Cosimo III. de’ Medici für die Florentiner Kunstkammer angekauft.
1689 wurde Permoser als Hofbildhauer von Kurfürst Johann Georg III. nach Dresden berufen und traf dort im August 1690 ein. Hier schuf er unter dessen Sohn August dem Starken zahlreiche Werke. Seine vielfältige Tätigkeit in Dresden, vor allem für den sächsischen Hof, wurde durch abermalige Reisen nach Italien (1697/1698 und 1725), Salzburg, Wien und Berlin unterbrochen.
Permoser ist der bedeutendste und einflussreichste Vermittler der Formideen der italienischen Barockplastik nach Deutschland. Zu den Hauptwerken zählt vor allem der Skulpturenschmuck für den Dresdner Zwinger (ab 1711), der heute als Hauptwerk des Dresdner Barock gilt. Von Permoser stammt zusammen mit dem Architekten Matthäus Daniel Pöppelmann das Gesamtkonzept für die Ausgestaltung und zahlreiche Figuren, die er zusammen mit seiner Werkstatt und zahlreichen weiteren Bildhauern schuf.
Besonders zu erwähnen ist auch die Apotheose des Prinzen Eugen in Wien. Permoser erschöpfte sich nicht in artifizieller Meisterschaft, sondern durchdrang seine Figuren geistig, sie wirken wie beseelt; gleich ob er den kraftvollen Körper eines Vulkans oder das sanfte Mädchenantlitz einer Nymphe dem Stein entreißt, etwa beim Wallpavillon des Zwingers, ob er überquellende Fülle, wie bei der Kanzel der Katholischen Hofkirche oder die Glaubensfestigkeit bei den Kirchenvätern gestaltet, die Qual des Marsyas oder das stumme Leiden Christi, „immer spricht aus seinem Werk Wahrhaftigkeit“.
Zugeschrieben werden Permoser außerdem acht Skulpturen (Frühling, Sommer, Herbst, Winter, Bacchus, Hermes, Flora, Diana) aus Sandstein am Kreuzkanal des Schlossgartens Schwerin um 1695 sowie vier Atlanten (Frühling, Sommer, Herbst, Winter) aus Sandstein an der Lustgartenfassade des Schlosses Berlin um 1705.
Er war bis ins hohe Alter produktiv; die Arbeiten am Zwinger fallen in sein siebentes Lebensjahrzehnt. Balthasar Permoser fand seine letzte Ruhestätte auf dem Alten Katholischen Friedhof an der Friedrichstraße in Dresden. Sein Grabdenkmal hatte Permosers selbst vor seinem Tode geschaffen: eine große Kreuzigungsgruppe des Christus mit vier heiligen Männern und Frauen: links Josef von Arimathäa, der emporschauend die ohnmächtige Maria stützt, an sie geschmiegt die kniende Magdalene und rechts weit zurückgelehnt zu Christus emporblickend der Evangelist Johannes; an der Rückseite eine Leiter. Das Grabmal wurde 1888 zuerst restauriert und schließlich aus Witterungsgründen in die Friedhofskapelle überführt, die zu diesem Zweck 1914 einen Anbau erhielt.
Einer ganzen Generation sächsischer Bildhauer galt Permoser als Meister und Lehrer; zu den von Permoser beeinflussten Künstlern gehören Dominikus Moling und Anton Carl Luplau. Die Hauptstraße durch seinen Geburtsort heißt zu seinem Andenken heute Balthasar-Permoser-Straße.

## Werk (Auswahl)

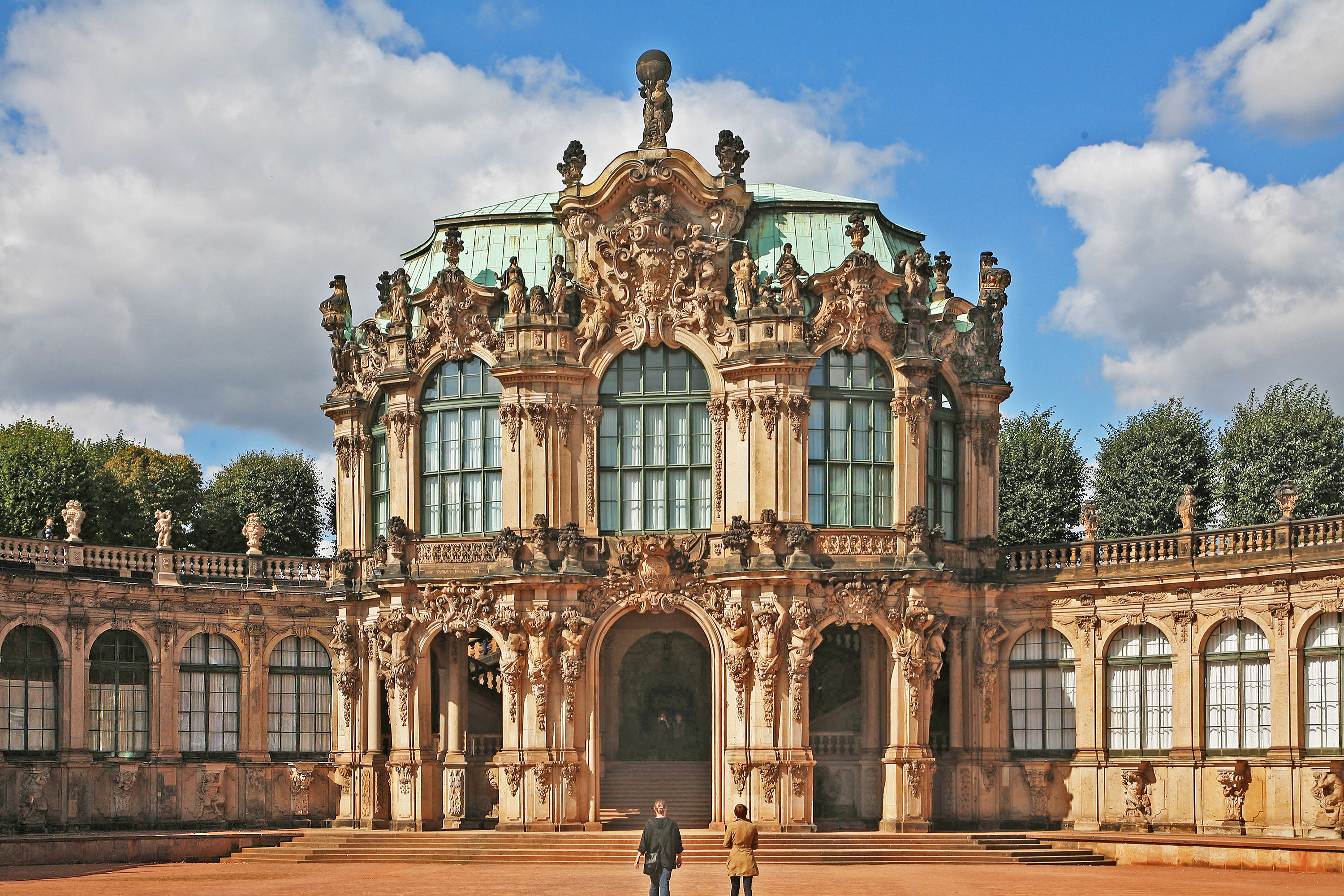
Permosers Skulpturen am Dresdner Zwinger

- Hoffnung, Armut, Hl. Kajetan, Marmor, Kirche S. Gaetano Florenz, 1680
- Herzog Anton Ulrich von Braunschweig, Marmor, Herzog-Anton-Ulrich-Museum Braunschweig, 1685
- Zwölf Herkulesaufgaben, Sandstein, Großer Garten Dresden, 1690[7]
- Kurfürst Johann Georg IV. von Sachsen, Elfenbein, Skulpturensammlung Berlin, 1692
- Vier Jahreszeiten, Elfenbein, Herzog-Anton-Ulrich-Museum Braunschweig, 1695
- Jupiter auf dem Adler, Elfenbein, Grünes Gewölbe Dresden, 1698
- Nächstenliebe, Glaube, Reue, Überfluss, Marmor, Dom St. Marien Freiberg, 1704[8]
- Herkules und Omphale, Elfenbein, Grünes Gewölbe Dresden, 1715
- Herkules, Atlanten, Nymphen uvm., Sandstein, Zwinger Dresden, 1719
- Apotheose des Prinzen Eugen von Savoyen, Marmor, Schloss Belvedere Wien, 1721
- Kanzel, Hl. Ambrosius, Hl. Antonius, Holz bzw. Marmor, Katholische Hofkirche Dresden, 1722
- Mohr mit der Smaragdstufe, Holz, Grünes Gewölbe Dresden, 1724
- Verdammnis, Marmor, Museum der bildenden Künste Leipzig, 1725
- Christus an der Geißelsäule, Marmor, Skulpturensammlung Dresden, 1728
- Kreuzigung Christi, Sandstein, Alter Katholischer Friedhof Dresden, 1731[9]

## Galerie

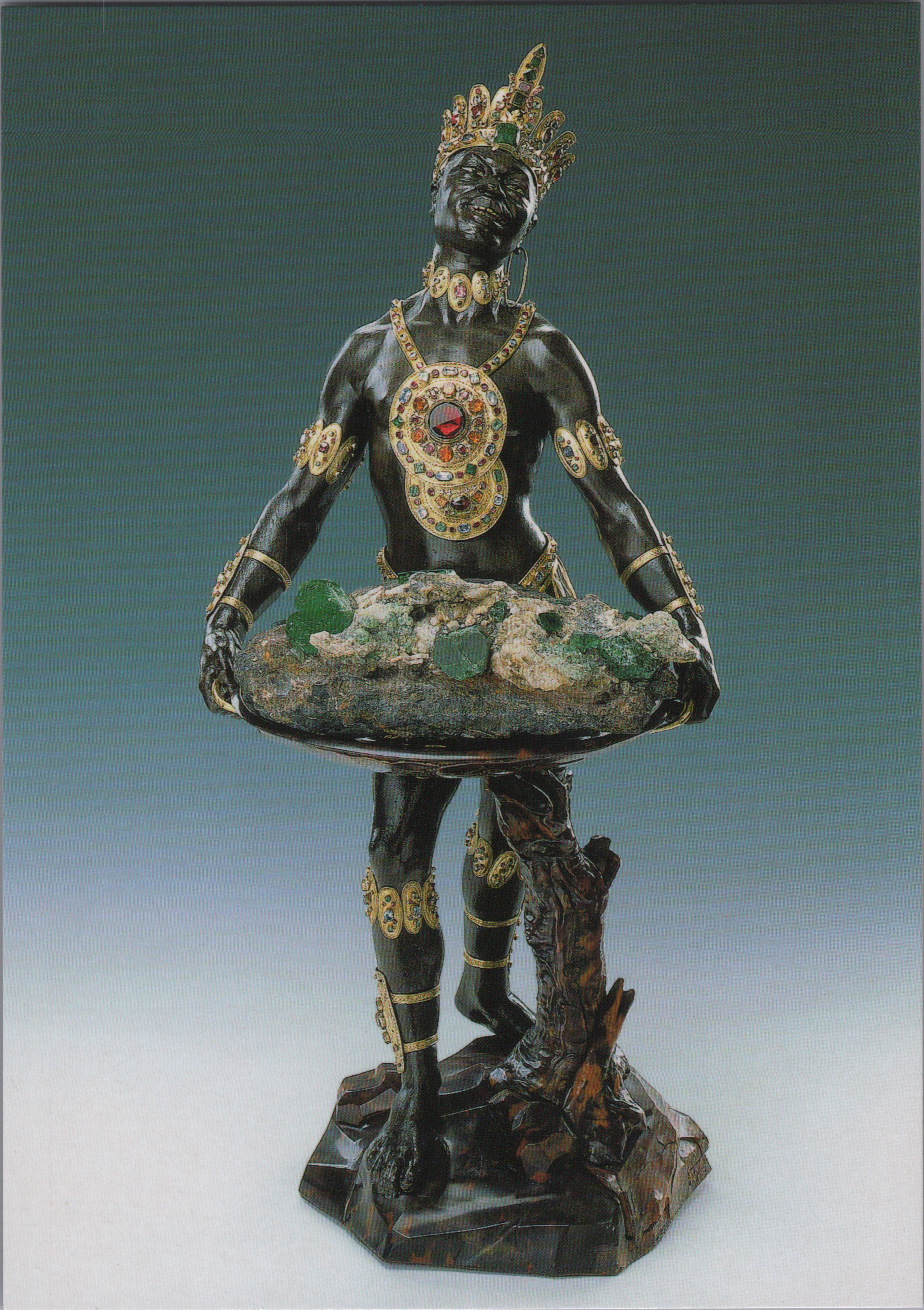
Mohr mit der Smaragdstufe
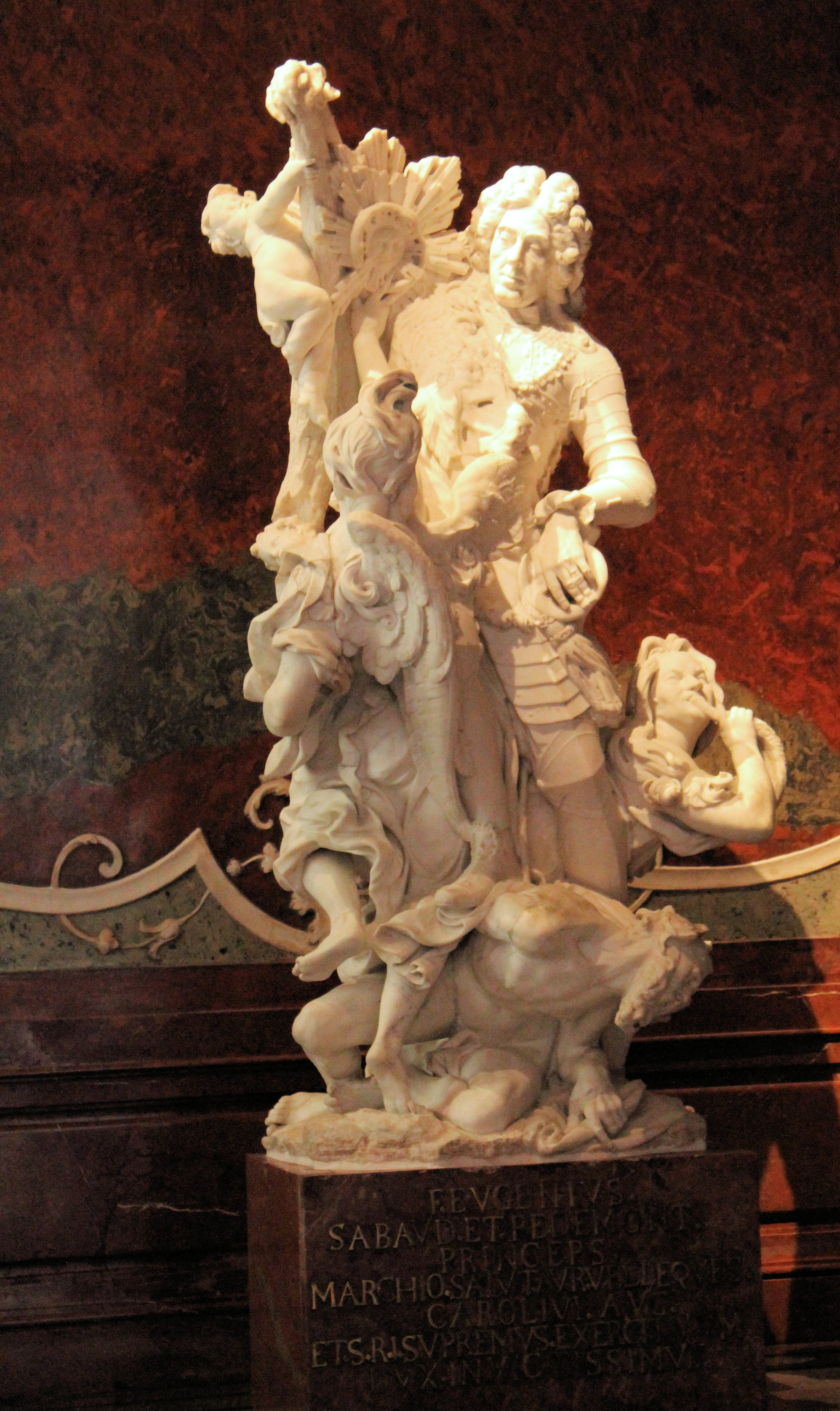
Apotheose des Prinzen Eugen von Savoyen
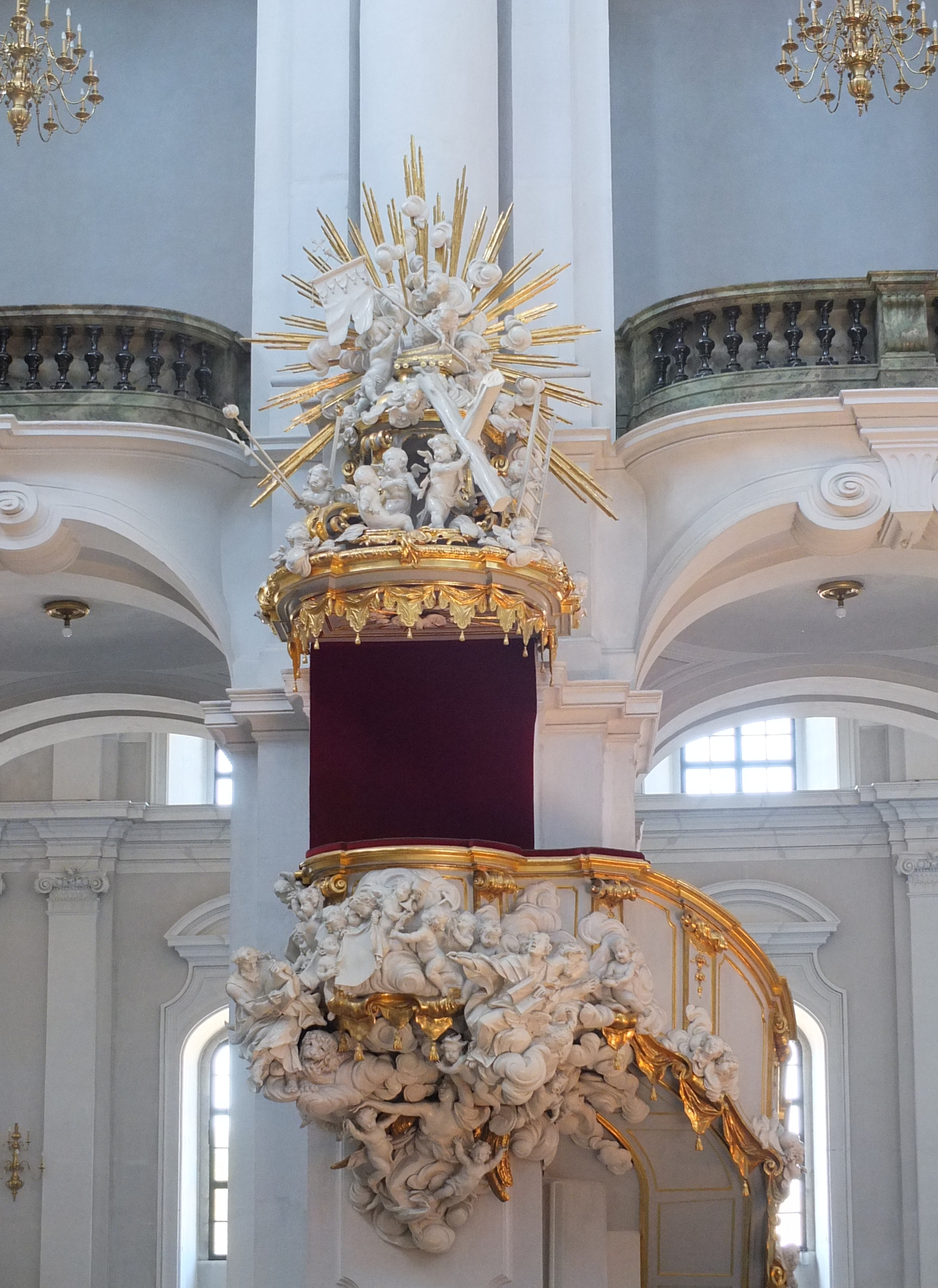
Kanzel in der Katholischen Hofkirche
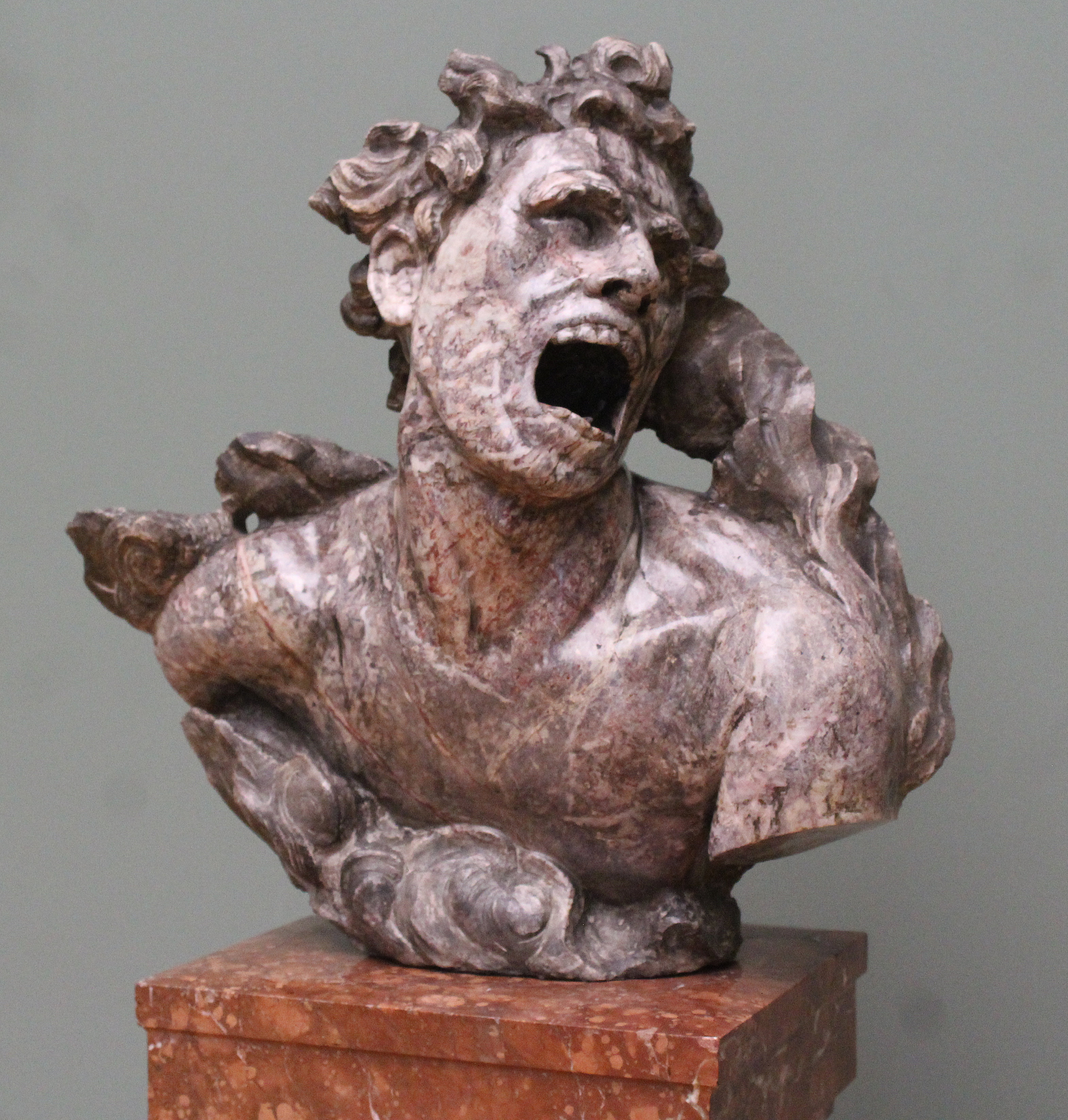
Verdammnis
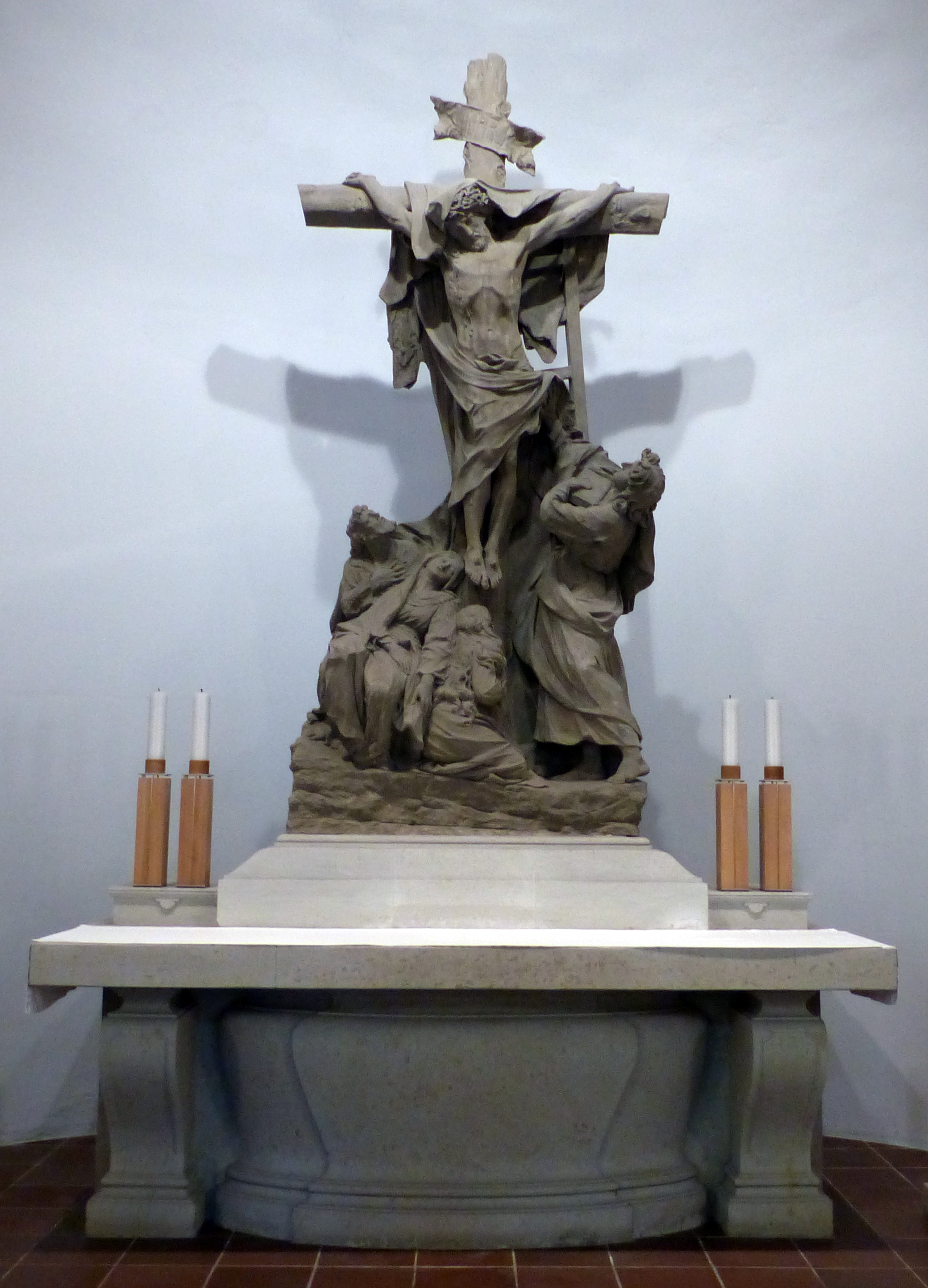
Kreuzigung Christi

## Filme
- Zwischen Barock und Rokoko – Der Hofbildhauer Balthasar Permoser. Filmdokumentation von Bernhard Graf. BR 2001.